# Wim Vansevenant
Wim Vansevenant (nascido em 23 de dezembro de 1971) é um ex-ciclista bélgico, que competiu como profissional entre 1995 a 2008. Ele terminou em último lugar no Tour de France 2006, 2007 e 2008. Nos Jogos Olímpicos de Verão de 2004 em Atenas, competiu na prova de estrada individual, mas não conseguiu terminar.